# Leonard Mosley
Leonard Mosley (Manchester, 1913. február 11. – Nizza, 1992. június) angol újságíró, történész, életrajz- és regényíró.

## Pályafutása
A The Sunday Times haditudósítjaként dolgozott. Megírta George Marshall, Hermann Göring, Orde Wingate, Walt Disney, Charles Lindbergh, a Du Pont család, Eleanor Dulles, Allen Welsh Dulles, John Foster Dulles és Darryl F. Zanuck életrajzait. Beperelte Ken Follettet, mert a The Cat and the Mice című könyvéből plagizált, de később ejtette a pert.

## Könyvei
- Gideon Goes to War, Arthur Barker Ltd., 1955 (Orde Wingate életrajza)
- The Cat and the Mice. Arthur Barker, London. 1958
- The Last days of the British Raj. 1961
- Duel for Kilimanjaro. The East African Campaign 1914-1918. 1963
- Duel for Kilimanjaro: Africa 1914-18, the dramatic story of an unconventional war. 1964
- Haile Selassie: The Conquering Lion. 1965
- Hirohito, Emperor of Japan. 1966
- On Borrowed Time: How World War II Began. 1969
- Battle of Britain: The making of a film. 1969.
- Backs to the Wall. The heroic story of the people of London during World War II. 1971
- The Reich Marshall: A biography of Herman Goering. 1974
- Lindbergh: A Biography. 1976
- Dulles: A biography of Eleanor, Allen and John Foster Dulles and their family network. 1978
- Blood Relations. The rise and fall of the Du Ponts of Delaware. 1980

## Fordítás
- Ez a szócikk részben vagy egészben  a   Leonard Mosley című angol Wikipédia-szócikk fordításán alapul.  Az eredeti cikk szerkesztőit annak laptörténete sorolja fel. Ez a jelzés csupán a megfogalmazás eredetét és a szerzői jogokat jelzi, nem szolgál a cikkben szereplő információk forrásmegjelöléseként.